# Kostaryka na Mistrzostwach Świata w Lekkoatletyce 2022
Kostaryka na Mistrzostwach Świata w Lekkoatletyce 2022 – reprezentacja Kostaryki podczas mistrzostw świata w Eugene liczyła 3 zawodników, którzy nie zdobyli żadnego medalu.

## Skład reprezentacji

### Mężczyźni
| Zawodnik        | Konkurencja                | Eliminacje | Eliminacje | Półfinał | Półfinał | Finał | Finał   | Źródło      |
| Zawodnik        | Konkurencja                | Wynik      | Pozycja    | Wynik    | Pozycja  | Wynik | Pozycja | Źródło      |
| --------------- | -------------------------- | ---------- | ---------- | -------- | -------- | ----- | ------- | ----------- |
| Gerald Drummond | Bieg na 400 m przez płotki | 49,16      | 5. Q       | 49,37    | 13.      | NQ    | NQ      | [ 1 ] [ 2 ] |

### Kobiety
| Zawodniczka   | Konkurencja                | Eliminacje     | Eliminacje | Półfinał     | Półfinał | Finał   | Finał   | Źródło      |
| Zawodniczka   | Konkurencja                | Wynik          | Pozycja    | Wynik        | Pozycja  | Wynik   | Pozycja | Źródło      |
| ------------- | -------------------------- | -------------- | ---------- | ------------ | -------- | ------- | ------- | ----------- |
| Andrea Vargas | bieg na 100 m przez płotki | 13,12 (,120) Q | 26.        | 12,82 (,812) | 15.      | NQ      | NQ      | [ 3 ] [ 4 ] |
| Noelia Vargas | chód na 20 km              | —              | —          | —            | —        | 1:32:36 | 16.     | [ 5 ]       |